# Johan Risberg

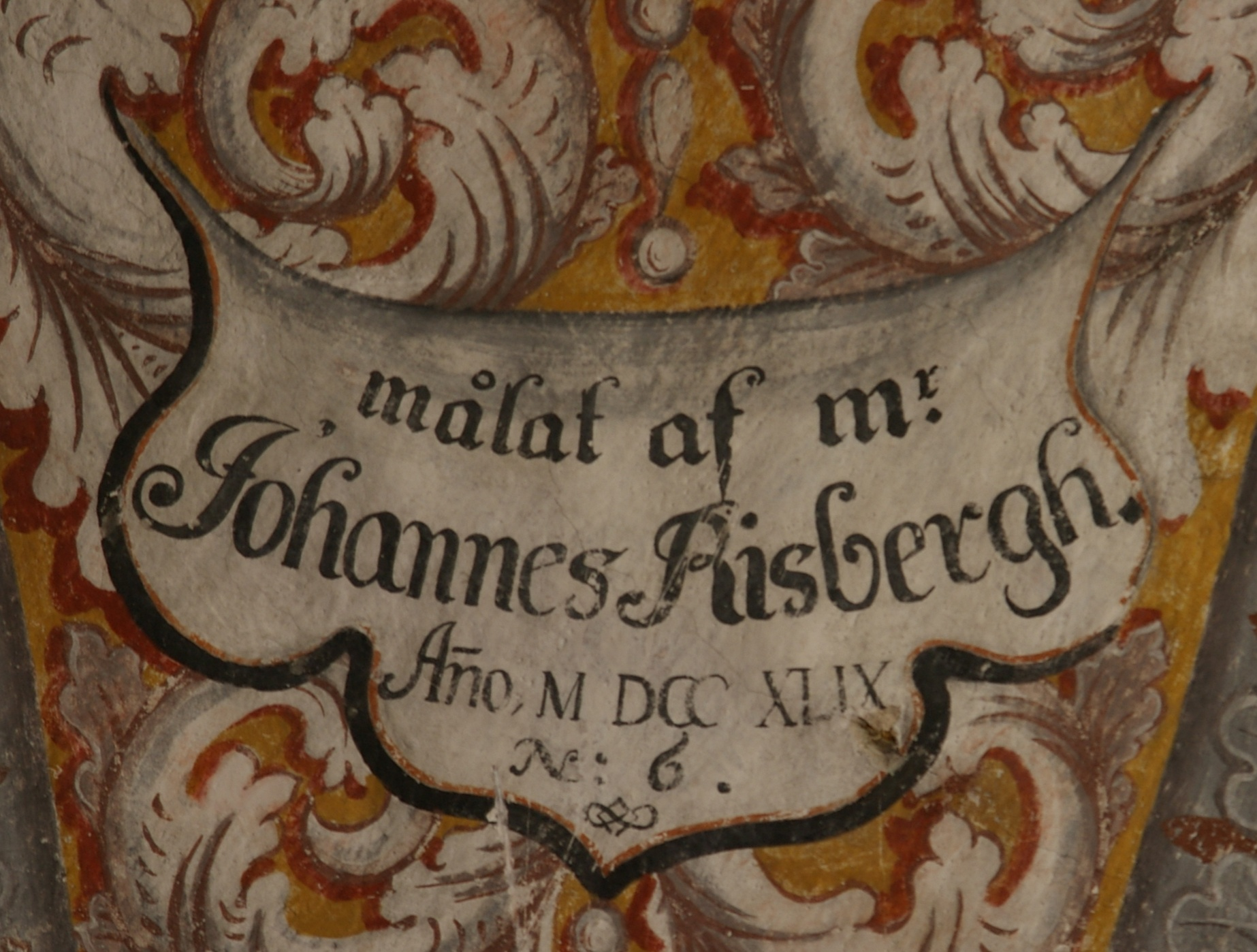
Signaturen yill kalkmålningarna i valven i Kungslena kyrka, från 1749 av Johan Risberg.

Johan (Jean, Johannes) Risberg, född 5 december 1713 i Jönköping, död 28 november 1779 i Skövde, var en svensk målarmästare och kyrkomålare.
Han var son till postskrivaren Petter Risberg och Catharina Beckman och gift med Catharina Holmén. Risberg fick sin första utbildning i måleri av Johan Kinnerus i Jönköping 1730-1736 och blev mästare under Göteborgs Målareämbete 1736. Samma år flyttade han till Skövde där han började en omfattande verksamhet. Han arbetade främst med kyrkomålningar och till hans bättre arbeten räknas de akantusornamentala målningarna i Kungslena kyrkas valv från 1749. För Forsby kyrka utförde han 1745 en plafond med Kristi födelse, Yttersta domen och Uppståndelsen, en takmålning i Fröjereds kyrka 1747-1747, och för Sjogerstads kyrka en altartavla och målningen Simeons lovsång samt en oljemålning för Skövde kyrka.